# Christine Kaufmann (Rechtswissenschafterin)
Christine Kaufmann (* 24. Mai 1962 in Zürich, von Kaltbrunn SG und Neuhausen am Rheinfall), vormals Christine Breining-Kaufmann, ist eine Schweizer Rechtswissenschafterin.

## Leben
Christine Kaufmann studierte an der Universität Zürich Rechtswissenschaft. Nach dem Lizentiat 1987 promovierte sie 1990 bei Daniel Thürer zum Thema «Hunger als Rechtsproblem – völkerrechtliche Aspekte eines Rechtes auf Nahrung». Nachdem sie von 1991 bis 2000 für die Schweizerische Nationalbank tätig war – zuletzt im Rang einer Direktorin –, verfasste sie 2000/01 als Visiting Scholar an der University of Michigan Law School ihre Habilitationsschrift. Während kurzer Zeit war sie Director of Legal Research am World Trade Institute der Universität Bern, bevor sie 2002 zur Assistenzprofessorin an die Universität Zürich berufen wurde. Ein Jahr später wurde sie zur Ordinaria für Staats-, Verwaltungs- und Völkerrecht befördert.
Ihre Forschungsschwerpunkte liegen auf den staatsrechtlichen Auswirkungen der Globalisierung, den Schnittstellen zwischen internationalem Handelsrecht und Menschenrechten sowie dem Verhältnis von internationalem Handels- und Finanzsystem.

## Weblink
- Website des Lehrstuhls an der Universität Zürich

| Personendaten    | Personendaten                                     |
| ---------------- | ------------------------------------------------- |
| NAME             | Kaufmann, Christine                               |
| ALTERNATIVNAMEN  | Breining, Christine; Breining-Kaufmann, Christine |
| KURZBESCHREIBUNG | Schweizer Rechtswissenschafterin                  |
| GEBURTSDATUM     | 24. Mai 1962                                      |
| GEBURTSORT       | Zürich                                            |